# Benson (Carolina del Nord)
Benson è una città della Contea di Johnston nella Carolina del Nord. La città si trova all'intersezione tra la Interstate 95 e la Interstate 40. Ogni anno (il quarto sabato di settembre) a Benson si celebrano i Mule Days ("giorni del mulo"), un festival che attrae più di 60'000 persone ogni anno. Nel 2006 la popolazione stimata era di 3.374 abitanti.

## Storia
La città di Benson, il cui nome deriva dal primo colono Alfred Monroe "Mim" Benson, storicamente deve molto del suo sviluppo alla linea ferroviaria che già nel 1886 come oggi passava attraverso la città nel suo percorso tra Fayetteville e Contentnea.
L'acquisto di Mim Benson di un appezzamento di 1,63 km² sulla strada Fayetteville-Smithfield diede inizio nel 1874 all'insediamento di quella che ora è chiamata Benson. Negli anni 1880 Mim Benson vendette parte del suo originale appezzamento ai nuovi coloni, molti dei quali erano contadini. Benson fu fondata ufficialmente nel 1887 e ben presto attirò l'attenzione di un gran numero di imprenditori che desideravano trarre vantaggio dalla posizione strategica della nuova cittadina lungo un'importante strada di collegamento.
Maggiori informazioni sulla storia di Benson e le comunità circostanti possono essere trovate nel nuovo Museo di Storia Locale, situato al 104 W. Main Street a Benson, accanto alla Biblioteca Mary Duncan.